# Marius E. Jørgensen
Marius Erik Jacob Jørgensen (18. juli 1870 Nørrebro, København – 29. november 1959 Viby Sjælland) var en dansk kunstner (billedhugger) og atlet. 
Jørgensen var medstifter af Københavns FF det senere Københavns IF i 1892. Han vandt to danske mesterskaber på 1 mile; 1894 som medlem af Københavns FF og 1897 som medlem af AIK 95, hvor han også var instruktør og formand (1897-98 og 1900-01). Han havde under et ophold i England i 1895-1896  løbet for "Polytechnic Harriers" i London. Han havde den danske rekord på 1 mile med 4.48,4 og på 1.000 meter med 2,44 begge sat 1894. Han vandt også Fortunløbet i 1897.
Jørgensen skabte gipsstatuen "Maratonløber", som blev udstillet første gang i 1920. Den står nu, støbt i bronze, på Østerbro Stadion i København. Den er en gave skænket af Dansk Idrætsforbund til Københavns Idrætspark. Motivet den velkendte legende om maratonløberen Pheidippides, som 490 f.Kr. løber de 42 km fra Marathon til Athen for at meddele, at grækerne, under Miltiades' ledelse, havde slået perserne. Da han når frem, råber han "vi har sejret", hvorefter han falder død om af overanstrengelse.
Af andre betydende værk som bør nævnes er: Brydere (1911), Eva (1913, Figur, Gips); Buste af Forstander Herman D. O. Schwanenflugel, Den førstefødte (1923, Gruppe i Gips), Buste af Eugen Schmidt (1947)
Jørgensen var også uddannet billedskærersvend og arbejdede som konservator og lærer i gipsafstøbning på Kunstakademiet. 
Jørgensens forældre var snedkersvend Christen Jørgensen og Margrethe Petersen. Selv blev han i 1906 gift med Alma Georgine Kristine Holberg.